# District de Cholet
Le district de Cholet est une ancienne division territoriale française du département de Maine-et-Loire de 1790 à 1795, nommé initialement Mayenne-et-Loire en 1790 et 1791.
Il était composé des cantons de Cholet, Chemillé, Jallais, Maulévrier, le May, Montfaucon, la Romagne, Saint André et Vezins.

## Les autres districts de Maine-et-Loire
- District d'Angers
- District de Baugé
- District de Châteauneuf
- District de Saint-Florent
- District de Saumur
- District de Segré
- District de Vihiers